# Tonik

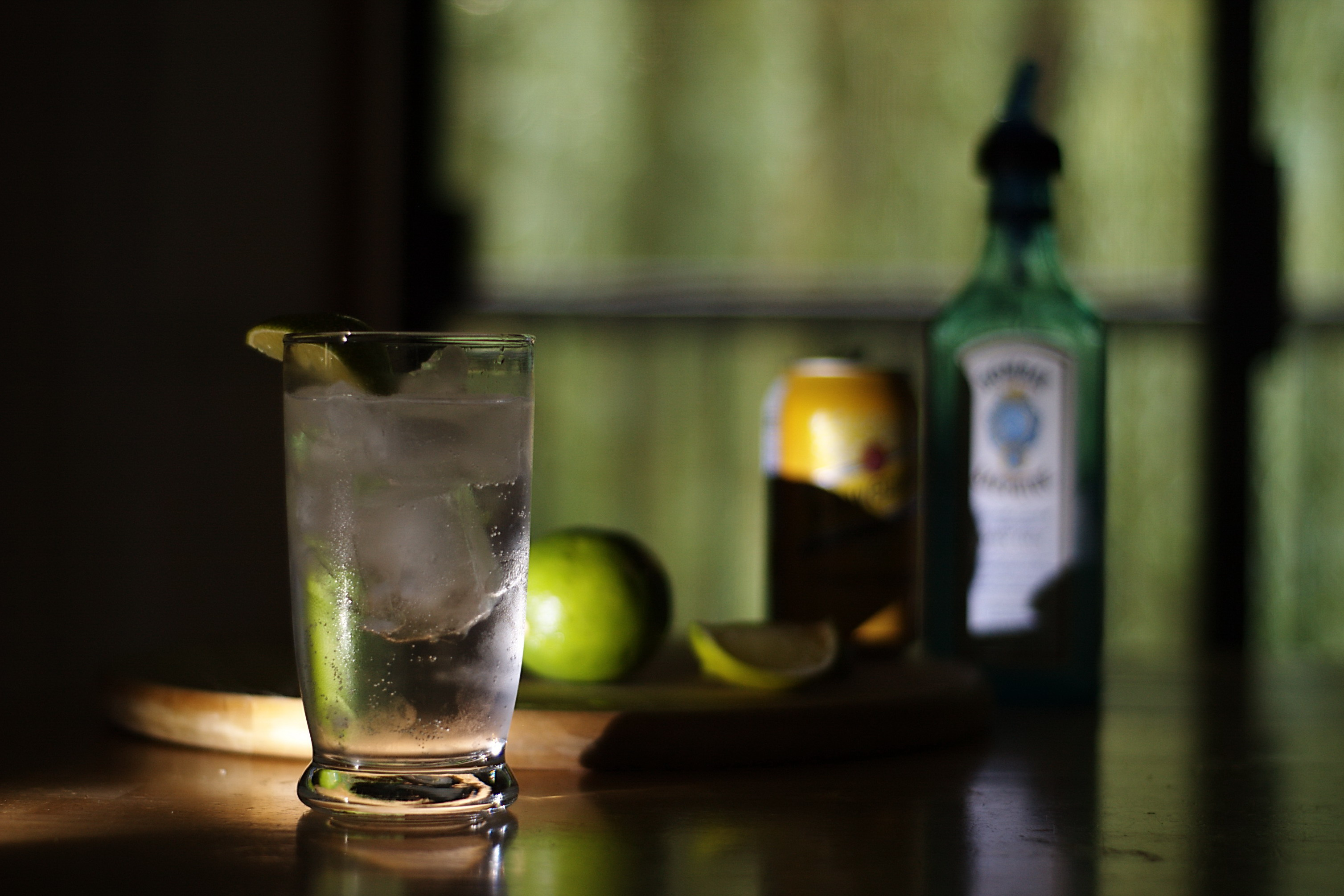
Gin s tonikem, oblíbený alkoholický nápoj

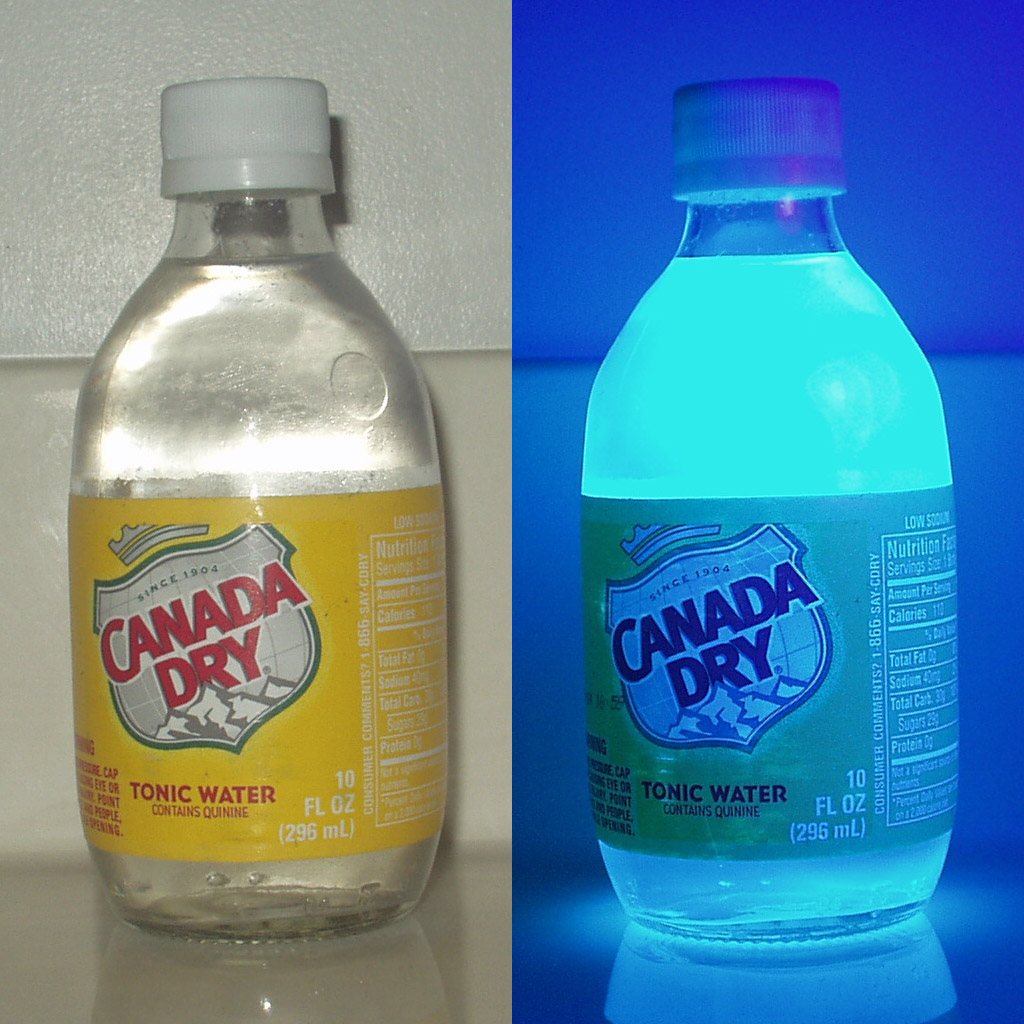
I nepatrné množství chininu způsobuje fluorescenci toniku pod UV zářením (vpravo)

Tonik (z anglického tonic posilující, osvěžující, tonizující, tonikum) je perlivý nealkoholický nápoj obsahující chinin, který nápoji dodává specifickou výrazně hořkou chuť.
Chinin byl přidáván do nápojů jako profylaktikum proti malárii v tropických oblastech Jižní Asie a Afriky, kde je tato nemoc endemická. Míchaný nápoj gin s tonikem vznikl v Indii (která byla tehdy britskou kolonií), když si tamější britské obyvatelstvo zpříjemňovalo hořký lék právě ginem.
Původní tonik, podávaný jako lék, obsahoval pouze oxidem uhličitým sycenou vodu a velké množství chininu. Dnešní toniky však obsahují z lékařského hlediska jen zanedbatelné množství chininu, který je přítomen už jen pro samotné dochucení. Nápoj je tedy méně hořký a navíc je obvykle slazen – většinou obilným sirupem nebo cukrem. Někteří výrobci taktéž vyrábějí dietní tonik obsahující náhradní sladidla. V USA je podíl chininu v nápoji kontrolován úřadem FDA (Food and Drug Administration) a je limitován na hodnotu 83 ppm (zde mg na litr), což odpovídá 0,25 % – 0,50 % koncentrace užívané v původním lékařském toniku.
Tonik je často přimícháván do koktejlů, obzvláště těch s ginem nebo vodkou. Tonik s citronem nebo jeho příchutí je znám pod jménem „bitter lemon“. Tyto drinky jsou oblíbeny spíše v Evropě než v USA.
Tonik díky obsahu chininu světélkuje pod ultrafialovým zářením (lze za speciálních podmínek zpozorovat i v přímém slunečním světle).